# Erica Terwillegar
Erica Winifred Terwillegar (* 8. April 1963 in Nelsonville, Ohio) ist eine ehemalige US-amerikanische Rennrodlerin.
Terwillegar besuchte, bis zu ihrem Abschluss 1981, die Lake Placid High School. Dort betrieb sie Fußball, Basketball und Softball. Anschließend wurde sie ins US-amerikanische Rennrodelteam aufgenommen. 1983 wurde sie Nordamerikanische Meisterin, 1986 gewann sie den nationalen Titel. Bei den Rennrodel-Weltmeisterschaften 1983 in Lake Placid belegte sie den fünften Platz. 1988 nahm Terwillegar an den Olympischen Winterspielen im kanadischen Calgary teil. Dort erreichte sie den elften Rang. Nach den Spielen trat sie vom Rennrodelsport zurück, bis sie 1990 ihr Comeback feierte. Ihre zweiten Olympischen Spiele erlebte Terwillegar 1992 in Albertville. Den Wettkampf beendete sie auf Platz neun.
Terwillegar arbeitete als Teilzeitmodel und in der Modebranche.

## Erfolge

### Weltcupsiege
Einzel
| Nr. | Datum         | Ort        | Bahn                                |
| --- | ------------- | ---------- | ----------------------------------- |
| 1.  | 24. Jan. 1988 | St. Moritz | Olympia Bob Run St. Moritz–Celerina |